# Assembleia da Comunidade de Madri
A Assembleia de Madrid ou Assembleia de Madrid é a legislatura regional unicameral da Comunidade Autónoma de Madrid desde a aprovação da Carta de Autonomia de Madrid em 1983.
É eleito a cada quatro anos durante as eleições regionais e municipais espanholas, pois a Carta de Autonomia da Comunidade de Madrid não reconhece o direito de convocar eleições antecipadas (como no País Basco, Catalunha, Galiza e Andaluzia), salvo em situações excepcionais como o escândalo que bloqueou a Assembleia de Maio de 2003 e forçou novas eleições em Outubro de 2003. De acordo com a Carta, a Assembleia tem poderes para elaborar a legislação regional de Madrid, controlar as ações do Governo Regional e eleger o Presidente da Comunidade de Madrid.
A Assembleia reúne-se no distrito de Vallecas de Madrid numa sala inaugurada em 1998 especialmente concebida para acolher a Assembleia de Madrid.

## Sede
De 8 de junho de 1983 até a inauguração da atual sede em 28 de setembro de 1998, a Assembleia de Madri realizou sessões parlamentares no Caserón de San Bernardo, no número 49 da rua homônima no centro da capital.
Atualmente, o edifício da Assembleia de Madrid, inaugurado em 1998, está localizado na Praça da Assembleia de Madrid, 1, no bairro Palomeras Bajas (bairro Puente de Vallecas, Madrid).

## Deputados
Os deputados que compõem a Assembleia de Madrid são eleitos para um mandato de quatro anos por sufrágio universal, livre, igual, direto e secreto.
A aquisição da condição de deputado exige juramento à Constituição espanhola e ao Estatuto de Autonomia. Para além dos casos de extinção da câmara, a condição de deputado pode ser perdida por decisão judicial transitada em julgado contra a eleição ou proclamação do cargo, morte ou incapacidade, ou por renúncia perante a mesa.

## Composição da Assembleia na XII Legislatura
O decreto que convoca as eleições regionais fixa a data para a constituição da Assembleia de Madrid. Os parlamentares elegem por votação os membros da Mesa da Assembleia, incluindo o presidente da Câmara regional.
De acordo com o Regimento da Assembleia, ocupa a Presidência o deputado que obtiver o voto da maioria absoluta dos membros da Assembleia. Se não for alcançado na primeira votação, o processo repete-se entre os dois deputados mais votados, e a posição recai finalmente para quem tiver mais apoio na nova eleição.
O órgão básico formado por todos os deputados é o Plenário. A sessão plenária é convocada pelo Presidente da Assembleia por iniciativa própria ou de pelo menos um Grupo Parlamentar, ou um quinto dos Deputados. A convocação deve ser feita sempre com pauta previamente definida pela Presidência em acordo com a Diretoria .
A Câmara também trabalha com comissões parlamentares, para distribuir as tarefas.  A Câmara é regida pela Mesa, órgão normalmente composto pelo presidente, vice-presidentes e secretários. A Mesa da Câmara estabelece, de acordo com o Conselho de Porta-vozes, as regras gerais sobre a fixação da ordem do dia do Plenário, e sobre a ordem a seguir na tramitação dos assuntos sobre os quais deva ser deliberado perante o mesmo. A Tabela estabelece o calendário de trabalho e de dias úteis, por força do qual, regra geral, a sessão plenária decorre semanalmente às quintas-feiras, com excepção da última semana de cada mês. A agenda do plenário pode ser modificada.

### Resultado eleitoral
Nas Eleições da Assembleia de Madrid 2021, realizadas na terça-feira, 4 de maio, o Partido Popular da Comunidade de Madrid venceu as eleições, deixando o Más Madrid em segundo lugar, o Partido Socialista Operário Espanhol da Comunidade de Madrid em terceiro lugar, o Vox em quarto lugar e United We Can em quinto lugar. O fato mais notável do dia das eleições foi o declínio de Ciudadanos, fazendo com que não obtivesse nenhum assento e, portanto, deixasse a Assembleia de Madri. Desta forma, os resultados nas eleições foram os seguintes:
| Partido                                                      | Líder do partido            | Votos     | Votos  | Deputados | Deputados |
| ------------------------------------------------------------ | --------------------------- | --------- | ------ | --------- | --------- |
| Partido Popular da Comunidade de Madrid                      | Isabel Natividad Diaz Ayuso | 1 631 608 | 44,76% | 65        | 35        |
| Mais Madri                                                   | Mónica García Gómez         | 619 215   | 16,99% | 24        | 4         |
| Partido Operário Socialista Espanhol da Comunidade de Madrid | Ángel Gabilondo Pujol       | 612 622   | 16,80% | 24        | 13        |
| VOX                                                          | Rocio Monasterio            | 333 403   | 9,15%  | 13        | 1         |
| Unidas Podemos                                               | Pablo Iglesias Turrión      | 263 871   | 7,24%  | 10        | 3         |